# Verbena porrigens
Verbena porrigens — вид трав'янистих рослин родини Вербенові (Verbenaceae), ендемік Чилі. Рослина має довгі квітоніжки 5–15(17) см; віночок 10–14 мм.

## Опис
Трава 20–25 см, повзуча; стебла жорстко волосаті; міжвузля 1–3.5 мм. Листки з черешком 5–8 мм, завдовжки 4–5 см, 3 або 5 секційні, 2-перисті, від яйцеподібних до трикутних, гостра вершина, сегменти з вигнутим краєм, обидві поверхні коротковолосі.
Квіткові приквітки 5.5–8 мм, вузько яйцеподібні, волосаті, поля війчасті, верхівка довго ослаблена. Чашечка 9–10 мм, шипаста, зубчики до 1.5 мм. Віночок рожевий, фіолетовий, 10–14 мм, зовнішньо голий, щелепи запушені. Верхня пара тичинок з помітними сполучними додатками.

## Поширення
Ендемік Чилі.
Росте в степу, прибережних районах і передгір'ях Чилі, в регіонах Кокімбо, Вальпараїсо та Метрополітана.